# Витор-Мейрелис (Санта-Катарина)
Витор-Мейрелис (порт. Vitor Meireles) — муниципалитет в Бразилии, входит в штат Санта-Катарина. Составная часть мезорегиона Вали-ду-Итажаи. Входит в экономико-статистический  микрорегион Риу-ду-Сул. Население составляет 5247 человек на 2006 год. Занимает площадь 371,560 км². Плотность населения — 14,1 чел./км².

## История
Город основан 26 апреля 1989 года. 

## Статистика
- Валовой внутренний продукт на 2003 составляет 33 682 374,00 реалов (данные: Бразильский институт географии и статистики).
- Валовой внутренний продукт на душу населения на 2003 составляет 6269,99 реалов (данные: Бразильский институт географии и статистики).
- Индекс развития человеческого потенциала на 2000 составляет 0,770 (данные: Программа развития ООН).

## География
Климат местности: умеренный.